# كاشف شافي
كاشف شافي (14 يناير 1976 بلاهور في باكستان - ) هو لاعب كريكت باكستاني.

## وصلات خارجية
- كاشف شافي على موقع إي آس بي آن كريك إنفو (الإنجليزية)